# Phoenicoparrus andinus
Il fenicottero delle Ande (Phoenicoparrus andinus (Philippi, 1811)) è un uccello della famiglia Phoenicopteridae, diffuso in Sud America.
Fino al 2014 era classificato nel genere Phoenicopterus. È strettamente correlato al Phoenicoparrus jamesi, assieme al quale forma il genere Phoenicoparrus.
Il fenicottero delle Ande, il fenicottero del Cile e il fenicottero di James sono specie simpatriche e tendono a raggrupparsi in grandi colonie che condividono anche le aree di nidificazione.

## Descrizione
Ha un piumaggio rosa pallido con la parte superiore più chiara, la parte inferiore del collo, il busto e l'interno delle ali sono di un rosa intenso. È l'unico fenicottero con le gambe gialle e con tre dita nelle zampe. Il becco è di un giallo pallido e nero.

## Distribuzione e habitat
Questo fenicottero è nativo delle paludi delle alte Ande, dal Perù del sud, all'Argentina e al Cile del nordovest.

## Biologia
Il fenicottero delle Ande è un uccello migratore e può percorrere anche 700 miglia in un giorno.
Questi fenicotteri sono dei filtratori e la loro dieta comprende tutto ciò che è a disposizione, dai pesci agli invertebrati, dalle piante vascolari alle alghe microscopiche.